# Copenhagenize Indeks

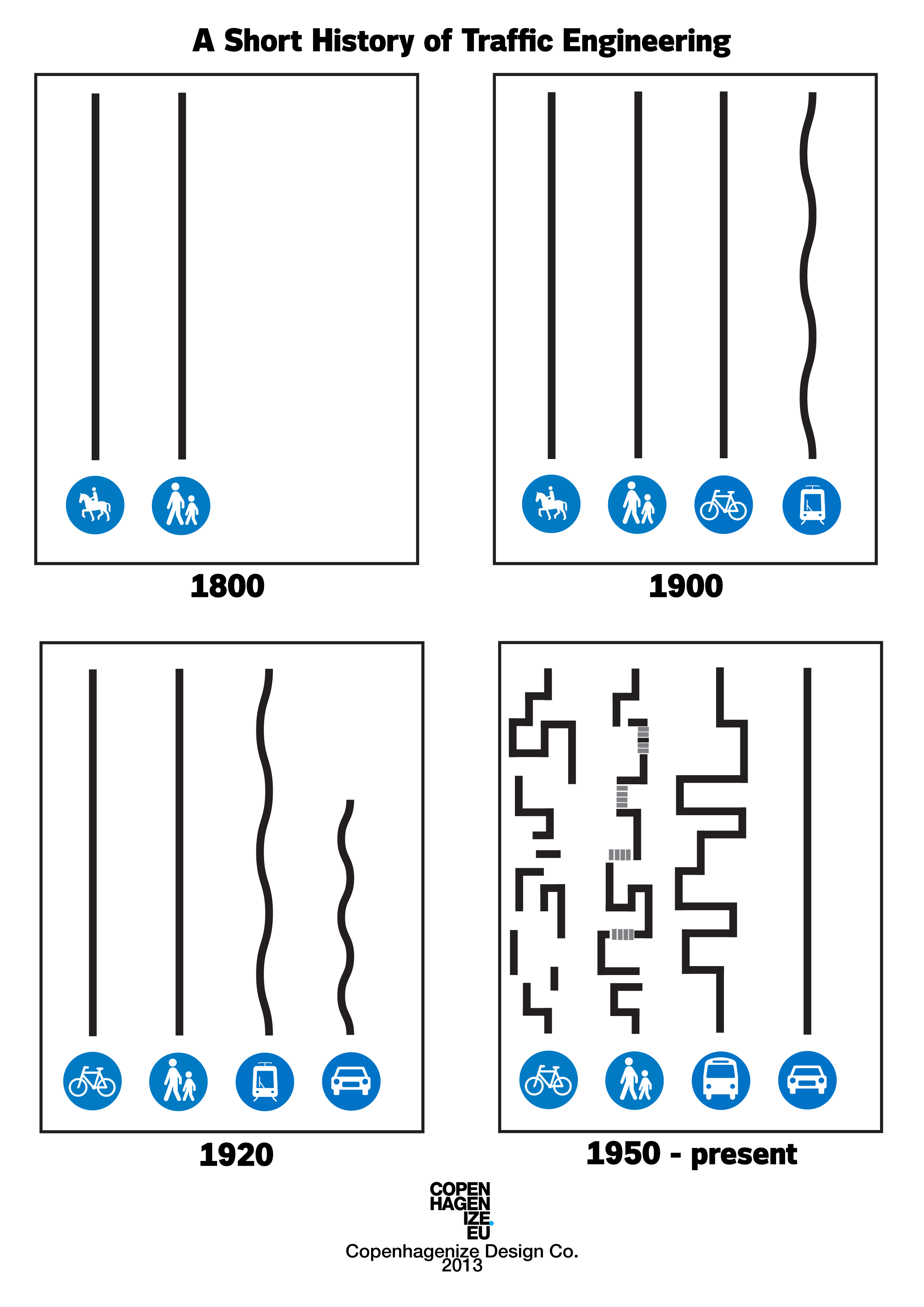
Plakat idei Copenhagenize

Copenhagenize Indeks – ranking prowadzony przez duńską spółkę Copenhagenize Design Company, która przyznaje miastom oceny za ich wysiłki na rzecz ustanowienia roweru jako środka transportu. Miasta liczące ponad 600 000 mieszkańców są oceniane co dwa lata na podstawie 13 kryteriów. Indeks daje przegląd globalnego rozwoju w zakresie jazdy na rowerze miejskim.

## Historia
Zgodnie z sugestią duńskiego architekta Jana Gehla niektóre ulice w Kopenhadze zostały zamknięte dla ruchu od 1962 roku, co zapoczątkowało ciągłą przemianę w miasto dla ludzi. Jego książka o tym samym tytule została przetłumaczona w 2015 roku. Architekci i urbaniści masowo napływając do Kopenhagi oraz firmy konsultingowe, takie jak Copenhagenize Design Company, wyspecjalizowały się w propagowaniu tej koncepcji.
Jan Gehl jest bardzo stanowczy w swoich pomysłach i przekonuje, że urbanistyka ostatnich pięćdziesięciu lat kosztowałaby życie dziesiątki tysięcy ludzi, ponieważ była nastawiona na ruch zmotoryzowany i utrzymywała ludzi w stanie permanentnego bezruchu. Badania wskazują, że każdy kilometr przejechany rowerem przyniósłby gospodarce 23 eurocenty, a każdy kilometr przejechany samochodem kosztowałby ogół społeczeństwa 16 eurocentów.
Mikael Colville-Andersen ukuł termin Copenhagenize we współczesnym znaczeniu. W 2006 założył fotobloga, a w 2009 założył agencję Copenhagenize Design, która doradza miastom i rządom w zakresie promocji komunikacji rowerowej.

## Procedura oceny
Za każde z 13 kryteriów oceny przyznawane są punkty od 0 do 4. Ponadto kolejne 12 punktów można przyznać za specjalne wyniki lub plany. W przeciwieństwie do niemieckiego testu klimatu rowerowego ADFC (Allgemeine Deutsche Fahrrad-Club Fahrradklimatest), indeks kopenhaski uwzględnia również programy planowania miejskiego. Dlatego indeks jest również uważany bardziej za ranking dla urbanistów, a mniej za rekomendację dla rowerzystów. Z tego powodu indeks kopenhaski, w którym Berlin zajął 5. miejsce w 2011 r., nie może być porównywany z testem klimatu rowerowego, w którym Berlin zajął dopiero 30. miejsce na 39 dużych niemieckich miast w 2014 r..
Początkowo w 2011 r. oceniano 80 miast - w porównaniu do 150 w 2013 r.. W 2015 r. indeks obejmował 122 miasta liczące ponad 600 tys. mieszkańców.

### Kryteria oceny
| 1. Rzecznictwo – reprezentacja interesów          | Jaki wpływ na politykę transportową miasta mają organizacje pozarządowe?                |
| 2. Kultura rowerowa                               | Czy rowery kształtują krajobraz miasta?                                                 |
| 3. Zaplecze rowerowe / Udogodnienia rowerowe      | Czy są stojaki na rowery, miejsca parkingowe, rampy (schodowe), transport publiczny?    |
| 4. Infrastruktura rowerowa                        | Czy istnieją ścieżki rowerowe i velostrady, które są oddzielone od ruchu samochodowego? |
| 5. Wypożyczalnie rowerów                          | Czy istnieją wypożyczalnie rowerów?                                                     |
| 6. Rozkład płci                                   | Czy wiele kobiet też jeździ na rowerach?                                                |
| 7. Procentowy udział ruchu rowerowego             | Jaki jest udział rowerów w ruchu ogółem?                                                |
| 8. Rozwój                                         | Jak zmienił się udział w ruchu ogółem od 2006 roku?                                     |
| 9. Subiektywne poczucie bezpieczeństwa rowerzysty | Czy jazda na rowerze jest postrzegana jako bezpieczna?                                  |
| 10. Polityka                                      | Jaki jest klimat polityczny dla polityki rowerowej?                                     |
| 11. Akceptacja społeczna                          | Jak rower jest akceptowany przez osoby niebędące rowerzystami?                          |
| 12. Urbanistyka                                   | Czy w urbanistyce jest wystarczająco dużo ekspertów od rowerów?                         |
| 13. Uspokojenie ruchu                             | Czy wyznaczono strefy 30 km/h?                                                          |